# Peugeot 1007
O 1007 é um pequeno utilitário de conceito revolucionário da Peugeot que inaugurou a nomenclatura de quatro dígitos dos modelos da marca. Inspirado no conceito Sésame, apresentado no Salão Automóvel de Paris de 2002, tendo o seu design ficado a cargo do estúdio Pininfarina.
O modelo possui 3.73 metros de comprimento e usa a plataforma utilizada no Peugeot 207, sendo a sua maior característica, as enormes portas eléctricas deslizantes Sésame. 
Com lugar para 4 passageiros, foi lançado com os motores 1.4i de 70 CV e 1.6i de 110 CV, a gasolina e 1.4 HDI de 75 CV e 1.6 HDI de 110 CV, a diesel, com opção de caixa automática robotizada (2Tronic).
As suas versões de equipamento dividiam-se entre Urban (versão base), Trendy e Sporty (topo de gama).
Além das suas portas eléctricas, o 1007 foi pioneiro em algumas áreas do seu segmento no que toca a soluções de praticalidade e personalização, tendo sido o primeiro mini-utilitário a obter as 5 estrelas nos testes de segurança EuroNcap, em 2005. 
Conta com o interior Caméleo que permite ao proprietário alterar o aspeto do habitáculo através de kits vendidos pela Peugeot (cores e padrões).
A marca Peugeot investiu 560 milhões no desenvolvimento do modelo, dinheiro gasto na sua maioria para adequar a fábrica francesa de Poissy.

O 1007 representou um prejuízo de 1.82 mil milhões de euros, ou seja, mais de 14 mil euros por unidade vendida, à casa mãe.

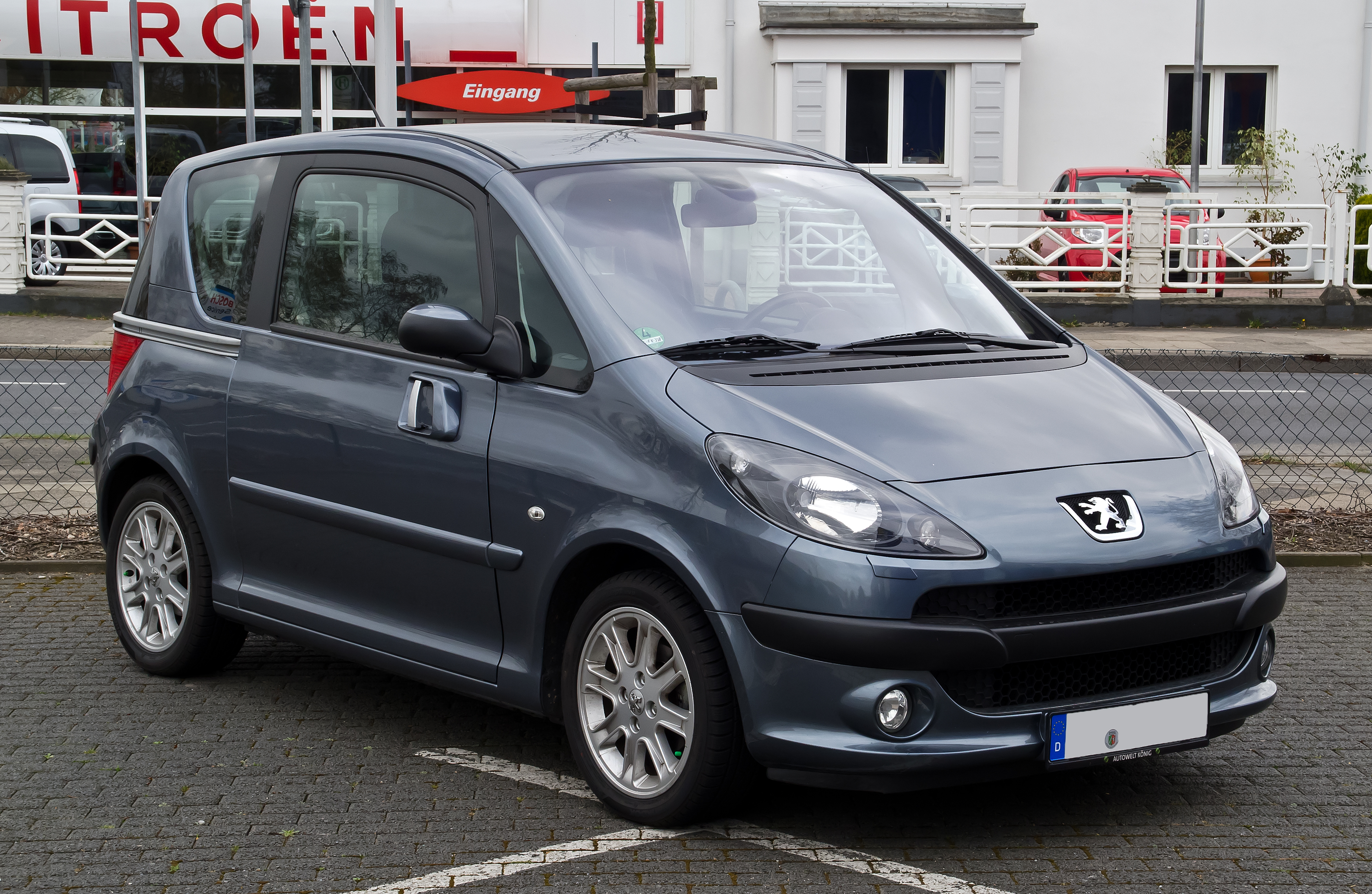
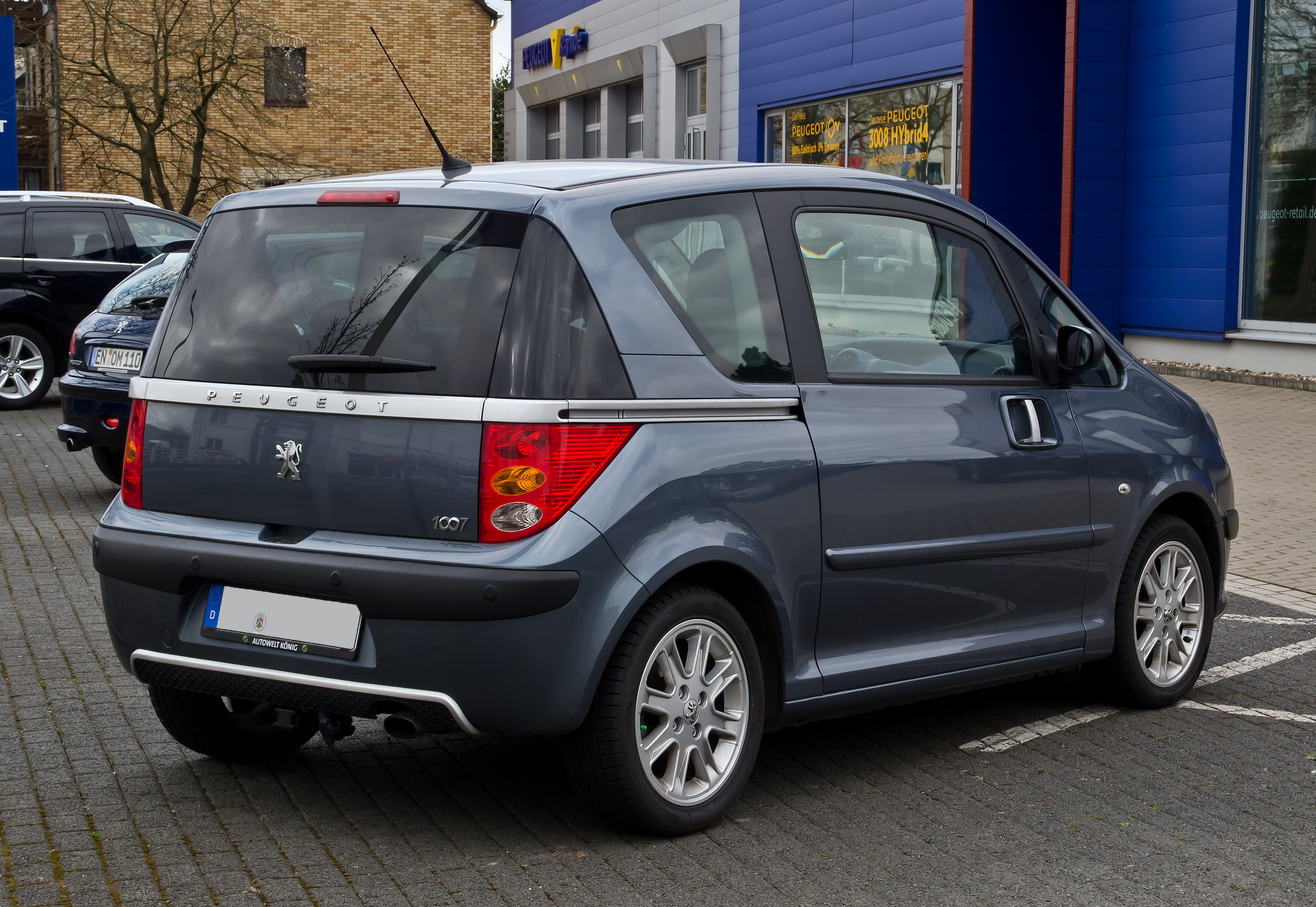
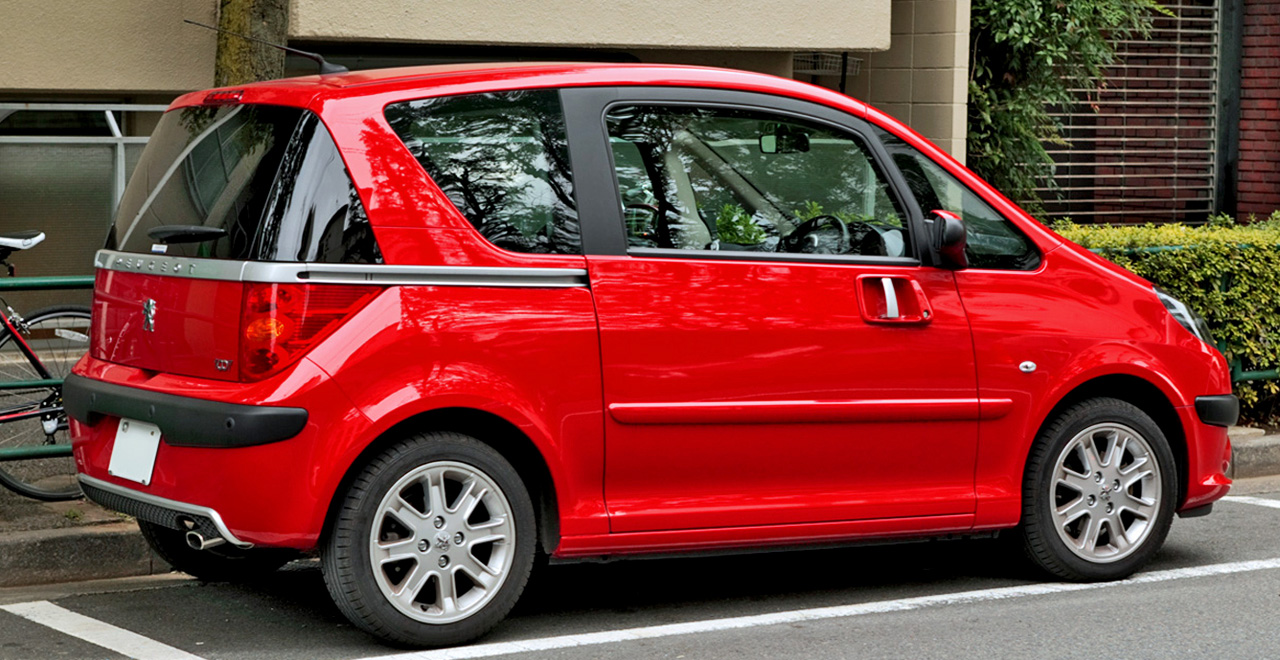
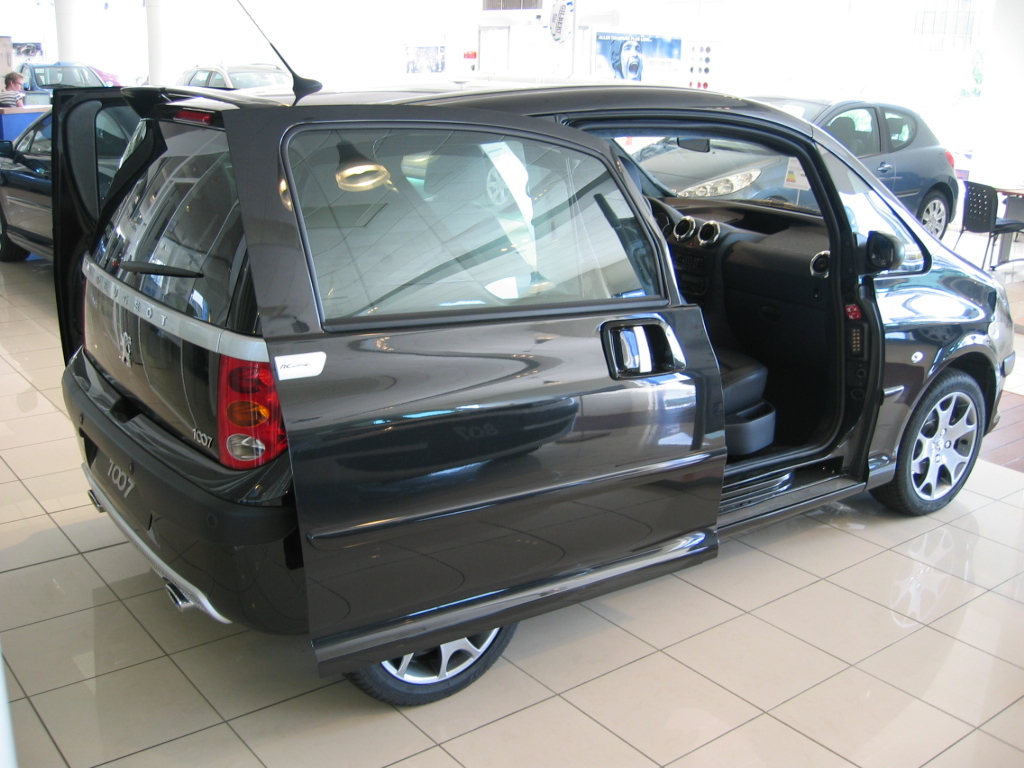